# Taça de Portugal de Futsal de 2011–12
A edição da Taça de Portugal de Futsal referente à época de 2011/2012 decorreu entre 1 de Outubro de 2011 - 1ª Eliminatória - e 6 de Maio de 2012, data em que se disputou a final a qual teve lugar no Pavilhão Dr. Salvador Machado, Oliveira de Azeméis.

## Taça de Portugal de Futsal 2011/2012

### Final
| Final                | Final |
| -------------------- | ----- |
| SL Benfica – Modicus | 2 – 1 |

### Meias-Finais
| SL Benfica - Freixieiro | 4 – 1 |  | SL Olivais - Modicus | 2 – 5 |

### Quartos-de-Final
| Quartos-de-Final         | Quartos-de-Final | Quartos-de-Final | Quartos-de-Final     | Quartos-de-Final |
| ------------------------ | ---------------- | ---------------- | -------------------- | ---------------- |
| SL Benfica – Sporting CP | 3 – 1            |                  | Portela - Modicus    | 1 – 4            |
| Freixieiro - Gondomar FC | 5 – 0            |                  | Cascais - SL Olivais | 2 – 7            |

### Oitavos-de-Final
| Oitavos-de-Final        | Oitavos-de-Final   | Oitavos-de-Final | Oitavos-de-Final                | Oitavos-de-Final |
| ----------------------- | ------------------ | ---------------- | ------------------------------- | ---------------- |
| Os Torpedos - Modicus   | 2 – 7              |                  | Académica - SL Olivais          | 0 – 1            |
| Gondomar FC - Cohaemato | 4 – 4 (4 – 2) g.p. |                  | Sporting CP - Leões Porto Salvo | 7 – 3            |
| Operário - SL Benfica   | 5 – 6              |                  | Freixieiro - ADR Mata           | 7 – 0            |
| Cascais - Boavista      | 3 – 2 (a.p.)       |                  | Póvoa Futsal - Portela          | 0 – 3            |

### 32 avos de final
| 32 avos de final              | 32 avos de final | 32 avos de final | 32 avos de final          | 32 avos de final   |
| ----------------------------- | ---------------- | ---------------- | ------------------------- | ------------------ |
| Portela - CRECOR              | 5 – 3            |                  | Póvoa Futsal - Rio Ave    | 6 – 4              |
| Os Torpedos - AA Leça         | 3 – 2            |                  | Sporting CP - CS São João | 7 – 1              |
| Boavista - AMSAC              | 3 – 1            |                  | Desp. Aves - SL Olivais   | 1 – 3              |
| Cascais - Macedense           | 9 – 2            |                  | Loures - Académica        | 2 – 3              |
| Gondomar FC - Fabril Barreiro | 4 – 3            |                  | Modicus - Belenenses      | 7 – 6 (a.p.)       |
| Operário - Valpaços Futsal    | 5 – 1            |                  | Cohaemato - Sonâmbulos    | 3 – 1              |
| Leões Porto Salvo - AD Fundão | 7 – 6            |                  | Gualtar - ADR Mata        | 3 – 3 (2 – 3) g.p. |
| SL Benfica - UPVN             | 4 – 1            |                  | Freixieiro - SC Braga     | 7 – 1              |

### 3ª Eliminatória
| 3ª Eliminatória                 | 3ª Eliminatória | 3ª Eliminatória | 3ª Eliminatória                | 3ª Eliminatória    |
| ------------------------------- | --------------- | --------------- | ------------------------------ | ------------------ |
| Capelense - Rio Ave             | 5 – 9           |                 | AA Leça - Burinhosa            | 3 – 2              |
| GDR Lameirinhas - Portela       | 3 – 5           |                 | Sp. Covilhã - Cohaemato        | 1 – 3              |
| Gualtar - Bairro Boa Esperança  | 7 – 4           |                 | Eléctrico - Desp. Aves         | 3 – 4              |
| Os Torpedos - Contacto          | 5 – 1           |                 | CRECOR - CCDAT EPB             | 5 – 4              |
| Sonâmbulos - Rangel             | 5 – 2           |                 | Macedense - ACR Vale de Cambra | 4 – 4 (4 – 3) g.p. |
| CS São João - CS Ribeira Frades | 7 – 4           |                 | ABC Nelas - Fabril Barreiro    | 1 – 6              |

### 2ª Eliminatória
| 2ª Eliminatória                   | 2ª Eliminatória | 2ª Eliminatória | 2ª Eliminatória                  | 2ª Eliminatória    |
| --------------------------------- | --------------- | --------------- | -------------------------------- | ------------------ |
| Bom Pastor - Desp. Aves           | 1 – 3           |                 | AA Leça - ACR Lordelo            | 5 – 3              |
| Alpendorada - Gualtar             | 2 – 7           |                 | CCDAT EPB - Lamas Futsal         | 7 – 3              |
| Burinhosa - Os Indefectíveis      | 3 – 2           |                 | Portela - Sassoeiros             | 7 – 5 (a.p.)       |
| GDR Lameirinhas - AJAB Tabuaço    | 4 – 3           |                 | Posto Santo - ADR Mata           | 0 – 2              |
| Macedense - Futsal Azeméis        | 3 – 2 (a.p.)    |                 | Vila Verde - Rangel              | 2 – 6              |
| CS Ribeira Frades - CP Messines   | 9 – 6           |                 | ABC Nelas - CPCD                 | 3 – 2 (a.p.)       |
| Bairro Boa Esperança - MTBA       | 8 – 7           |                 | AR Amarense - Fabril Barreiro    | 1 – 3              |
| Santo Cristo - Póvoa Futsal       | 1 – 8           |                 | Sonâmbulos - Matraquilhos FC     | 0 – 0 (4 – 3) g.p. |
| Rio Ave - Chaves Futsal           | 2 – 1           |                 | Gondomar FC - Viseu 2001         | 4 – 2              |
| ACR Vale de Cambra - CA Mogadouro | 3 – 1           |                 | Quinta dos Lombos - CS São João  | 2 – 8              |
| Albufeira Futsal - Os Torpedos    | 3 – 5 (a.p.)    |                 | Cohaemato - Piratas de Creixomil | 5 – 5 (5 – 4) g.p. |
| Independentes Sines - UPVN        | 0 – 2           |                 | Lobitos Futsal - Sp. Covilhã     | 4 – 6              |
| Ossela - Valpaços Futsal          | 4 – 6           |                 | Contacto - Farlab                | 6 – 4              |
| ASCRD Nogueiró - CRECOR           | 2 – 4           |                 | Cascais - Vila Franca            | 10 – 0             |
| Rabo Peixe - Eléctrico            | 4 – 5           |                 | Os Vinhais - Capelense           | 3 – 4              |

### 1ª Eliminatória
| 1ª Eliminatória                     | 1ª Eliminatória | 1ª Eliminatória | 1ª Eliminatória                          | 1ª Eliminatória |
| ----------------------------------- | --------------- | --------------- | ---------------------------------------- | --------------- |
| FC Cidade Lourosa - Futsal Azeméis  | 1 – 4           |                 | Ossela - Inter Futsal Tarouca            | 5 – 2           |
| Vila Verde - Prodeco CS Covões      | 6 – 0           |                 | Aldeia Viçosa - CRECOR                   | 3 – 6           |
| Seia FC - Lamas Futsal              | 1 – 6           |                 | Os Marienses - Matraquilhos FC           | 2 – 3           |
| Posto Santo - Fayal                 | 1 – 0           |                 | U. Leiria - Bairro Boa Esperança         | 2 – 5           |
| Conforlimpa - MTBA                  | 3 – 5           |                 | Sassoeiros - Sp. Viana                   | 2 – 1           |
| Casa da Ribeira - Rabo Peixe        | 3 – 4 (a.p.)    |                 | Évora Futsal - Os Indefectíveis          | 1 – 7           |
| GR Vilaverdense - CS Ribeira Frades | 7 – 8 (a.p.)    |                 | Externato Benedita - Sp. Covilhã         | 5 – 6 (a.p.)    |
| ADR Mata - Caldas                   | 3 – 1           |                 | Bom Pastor - Sangemil                    | 7 – 3           |
| Afifense - ACR Lordelo              | 4 – 5           |                 | União Praiense - CE Vila Franca do Campo | 5 – 8           |
| Sp. Moncorvo - Santo Cristo         | 4 – 5 (a.p.)    |                 | GD Atalaia - Portela                     | 1 – 5           |
| Sonâmbulos - GDC Baronia            | 4 – 2           |                 | AD Quinta do Conde - Independentes Sines | 3 – 7           |
| Louletano - Rangel                  | 2 – 5           |                 | Santa Luzia - Valpaços Futsal            | 5 – 7           |
| ASCRD Nogueiró - CCS St. Adrião     | 4 – 3 (a.p.)    |                 | Eléctrico - Mendiga                      | 6 – 5           |
| Capelense - Madalena                | 5 – 3           |                 | CP Messines - Casa Benfica VRSA          | 6 – 2           |
| Gualtar - Junqueira                 | 3 – 2           |                 | AA Leça - Ervededo                       | 6 – 3           |
| Gondomar FC - Leões Valboenses      | 6 – 3           |                 | Contacto - Paredes                       | 3 – 2           |
| AJAB Tabuaço - FC Cidade Lourosa    | 8 – 2           |                 |                                          |                 |

Nota:
Isentos - 3ª Eliminatória: Dramático Cascais; Póvoa Futsal; Gondomar Futsal; Valpaços Futsal; UPVN e Mata